# Plicofollis polystaphylodon
Plicofollis polystaphylodon es una especie de pez de la familia Ariidae en el orden de los Siluriformes.

## Morfología
Los machos pueden llegar alcanzar los 35 cm de longitud total.

## Alimentación
Come principalmente invertebrados.

## Hábitat
Es un pez demersal y de clima tropical.

## Distribución geográfica
Se encuentra al oeste del Índico (África, incluyendo Madagascar), al este del Índico (Java, Sumatra, Singapur y las islas Célebes) y el oeste del Pacífico (Papúa Nueva Guinea).